# Hal Draper
Hal Draper (1914 -1990) fue un activista socialista, marxista, shachtmanista de izquierda y autor. Inicialmente miembro de la Liga Socialista Juvenil (Young Peoples Socialist League), fue llevado con esa organización hacia el trotskismo. Junto con la YPSL tomó parte en la fundación del Partido Socialista de los Trabajadores (Socialist Workers' Party) en 1938.

## Biografía
Por 1940 fue parte de una facción dentro del SWP la cual se oponía al régimen interno de ese partido y desarrolló un análisis de la URSS en la cual la describía como una sociedad colectivista burocrática, en la cual una nueva clase, la burocracia de estado, controlaba el poder social y de estado. En 1940 esta facción se convirtió en el Partido de los Trabajadores (Workers' Party), dirigidos por Max Shachtman.
Por 1948 el WP creía que el futuro para una revolución estaba estancado, y que debía convertirse en un grupo propagandista. Así que se formó la Liga Socialista Independiente (Independent Socialist League) y Hal Draper continuó como uno de sus principales escritores y funcionarios.
Con una pequeña cantidad de miembros, aunque su trabajo juvenil era pujante, la directiva del ISL alrededor de Shachtman decidieron que era tiempo de unir fuerzas con el partido socialista de los Estados Unidos (Socialist Party of the United States of America) y en 1958 se fusionaron con ellos. Éste fue un movimiento al cual Draper se opuso, aunque lo siguió debido más que nada a la falta de una orientación alternativa.
En 1962, después de recibir un ultimátum de Joel Geier, el cual se convertiría luego en el líder de los Socialistas Independientes, Draper que en esta época residía en Berkeley, California, formó el Club Socialista Independiente (ISC) fuera del SPUSA. En 1964 Draper se ve envuelto activamente en el movimiento para la libertad de expresión, un importante precursor de la Nueva Izquierda (New Left), en el campus de Berkeley.
En 1968 el ISC se convirtió en los Socialistas Independientes (Independent Socialists) y se expandió nacionalmente. Pero en 1971 Draper renunció al IS debido a su preocupación de que el IS ya no ponía como centro de su análisis a la clase trabajadora. Desde entonces produjo una corriente de obras de erudición sobre marxismo y el movimiento obrero.
Su legado más grande sería su estudio en cuatro volúmenes La Teoría de la Revolución de Karl Marx (1977-1989). Aunque sus principales argumentos están resumidos en el panfleto Las dos almas del Socialismo (The Two Souls of Socialism, 1964).

## Pertenencia a Organizaciones
Organizaciones de las cuales fue miembro:
- Socialist Workers Party (Partido Socialista de los Trabajadores).
- Independent Socialist League (Liga Socialista Independiente).
- Berkeley free speech movement (Movimiento para la libertad de expresión de Berkeley).
- Independent Socialist Club (Club Socialista Independiente).

Para los interesados en política, la creación más importante de Draper sería la historia corta Ms Fnd in a Lbry, una sátira de la era de la información, escrita en 1961.